# Britische Universitäten
Britische Universitäten und das Britische Hochschulwesen unterscheiden sich teilweise stark von denen kontinentaleuropäischer Länder.
Die ältesten Institutionen sind die im 13. Jahrhundert gegründete Universität Cambridge, die im 14. Jahrhundert gegründete Universität Oxford und die im 15. Jahrhundert gegründete Universität St Andrews als erste von vier schottischen. Bis ins 19. Jahrhundert wurden in England keine weiteren Universitäten gegründet. Die Liste der Ancient Universities umfasst deshalb hauptsächlich schottische Universitäten:
- Universität Cambridge – gegründet 1209
- Universität Oxford – gegründet 1329
- Universität St Andrews – gegründet 1411
- Universität Glasgow – gegründet 1451
- Universität Aberdeen – gegründet 1494
- Universität Edinburgh – gegründet 1583

Charakteristisch für die englischen Universitäten ist das College-System: Man ist primär Mitglied eines Colleges, und dadurch Mitglied der Universität.
Während es in England bis ins 19. Jahrhundert nur zwei Universitäten gab, hatte Schottland schon vier Universitäten. In allen stand der Zugang zu den Abschlüssen nur Männern offen. Von den schottischen Universitäten sind St Andrews, Aberdeen und Glasgow kirchliche Gründungen, Edinburgh eine städtische Gründung. In ihnen gibt es kein College-System, wenn auch einige Colleges inkorporiert sind und diese einen besonderen Charakter haben (zum Beispiel sind St Mary’s in St Andrews und New College in Edinburgh theologische Fakultäten).
Die 1836 gegründete Universität London ist eine Mischform: Sie umfasst einerseits Colleges (Listed Bodies), die auf einen Abschluss der University of London vorbereiten, andererseits aber auch Institutionen mit eigenem Prüfungsrecht (Recognised Bodies), darunter so weltberühmte wie die London School of Economics and Political Science. Anstoß für die Gründung der Universität London gab unter anderem das Insistieren von Oxford und Cambridge auf einer theologischen Prüfung, die bis 1875 Voraussetzung für die Graduierung zum Master of Arts war und die de facto Juden und calvinistische Dissenter von höheren Studien ausschloss.

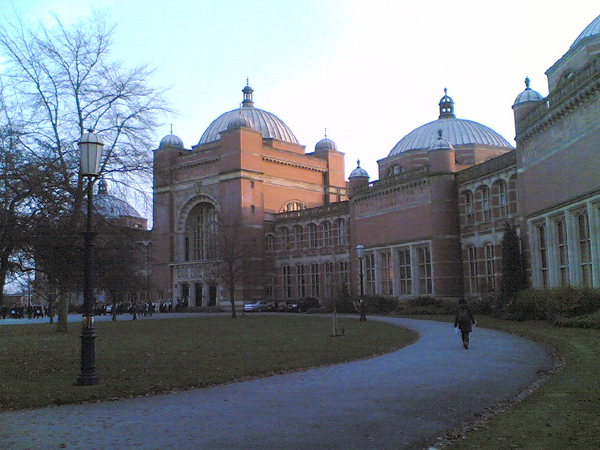
Birmingham, erste Red-Brick university

Das britische Universitätssystem wurde in mehreren Phasen ausgebaut:
- Red Brick universities, gegründet im 19. Jh. und Anfang 20. Jh., tragen ihren Namen nach den roten Ziegelsteinen, aus denen sie gebaut wurden, z. B. University of Birmingham.
- New Universities, gegründet etwa seit 1960 in zwei Stufen:
  - 1960er Jahre, oft auch Flachglasuniversitäten genannt, z. B. University of Sussex.
  - seit 1992, bekannt als Post-1992 universities. Es sind meistens Technische Institute (polytechnics) und Colleges (colleges of Higher Education), die zu Universitäten befördert wurden.
- Die Fernuniversität Open University, gegründet 1969, war eine erfolgreiche Innovation.

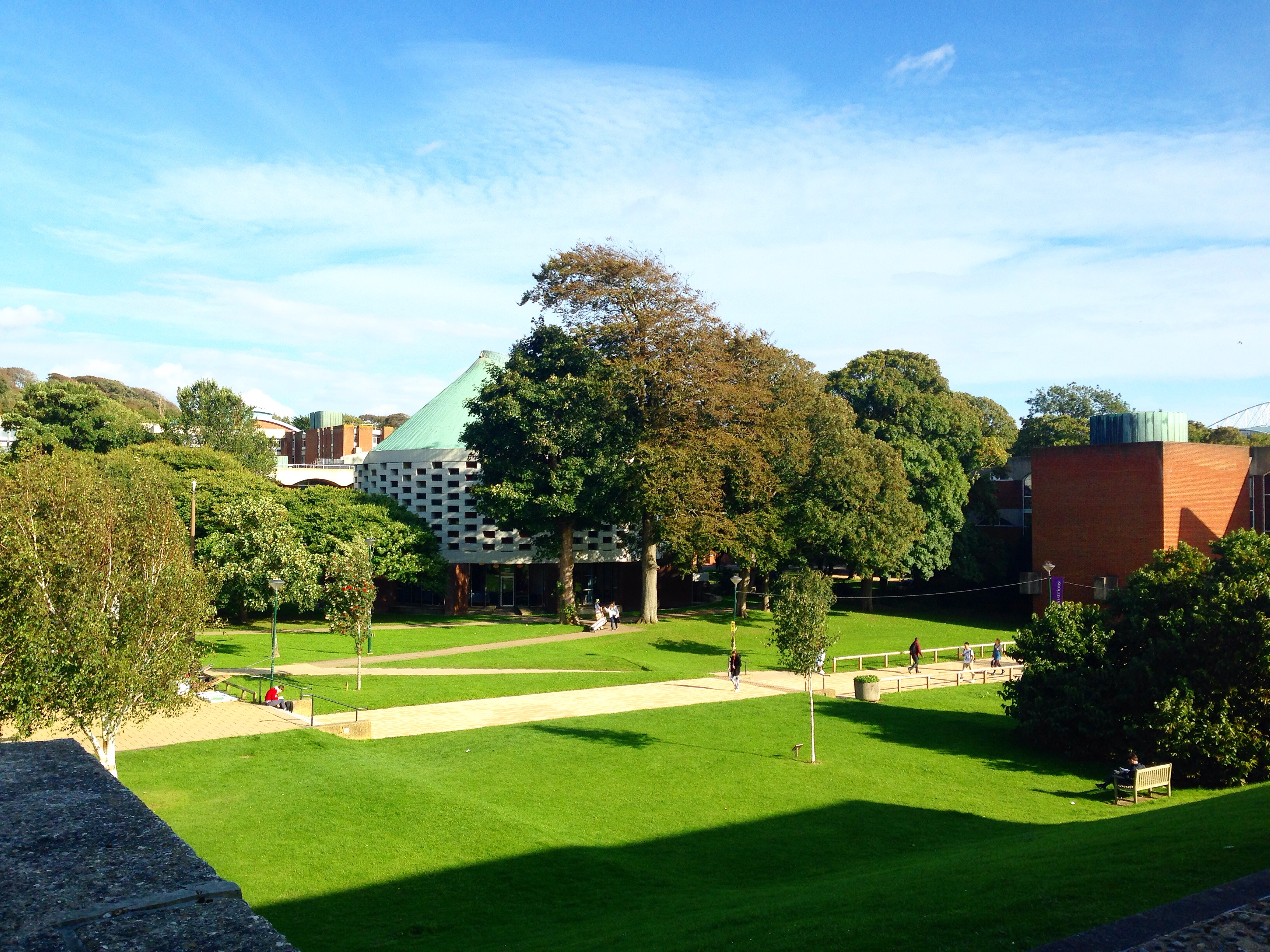
University of Sussex, erste Generation der Flachglasuniversitäten